# Calothyrza
Calothyrza is een kevergeslacht uit de familie van de boktorren (Cerambycidae). De wetenschappelijke naam van het geslacht werd voor het eerst geldig gepubliceerd in 1868 door Thomson.

## Soorten
Calothyrza omvat de volgende soorten:
- Calothyrza jardinei (White, 1858)
- Calothyrza margaritifera (Westwood, 1848)
- Calothyrza pauli (Fairmaire, 1884)
- Calothyrza sehestedtii (Fabricius, 1798)